# Stadionul Olimpic din Baku
Stadionul Olimpic din Baku este un stadion multifuncțional care are 68.700 de locuri. A fost proiectat și construit conform standardelor internaționale pentru stadioane stabilite de Uniunea Asociațiilor Europene de Fotbal (UEFA), Federația Internațională de Fotbal Asociație (FIFA) și Asociația Internațională a Federațiilor de Atletism (IAAF). Acesta este cel mai mare stadion din Azerbaidjan.
Construcția de 225.000 de metri pătrați amplasată pe o suprafață de 650.000 de metri pătrați a fost finalizată în luna februarie a anului 2015. Structura de șase etaje, cu o înălțime de 65,7 metri de lângă lacul Boyukshor din Baku, Azerbaidjan, a fost inaugurată pe 6 martie 2015. Principalul beneficiar al stadionului este Echipa națională de fotbal a Azerbaidjanului, care în trecut juca pe Stadionul Republican Tofiq Bahramov. Stadionul va găzdui trei meciuri în grupe și sferturile de finală ale Campionatului European din 2020.

## Construire

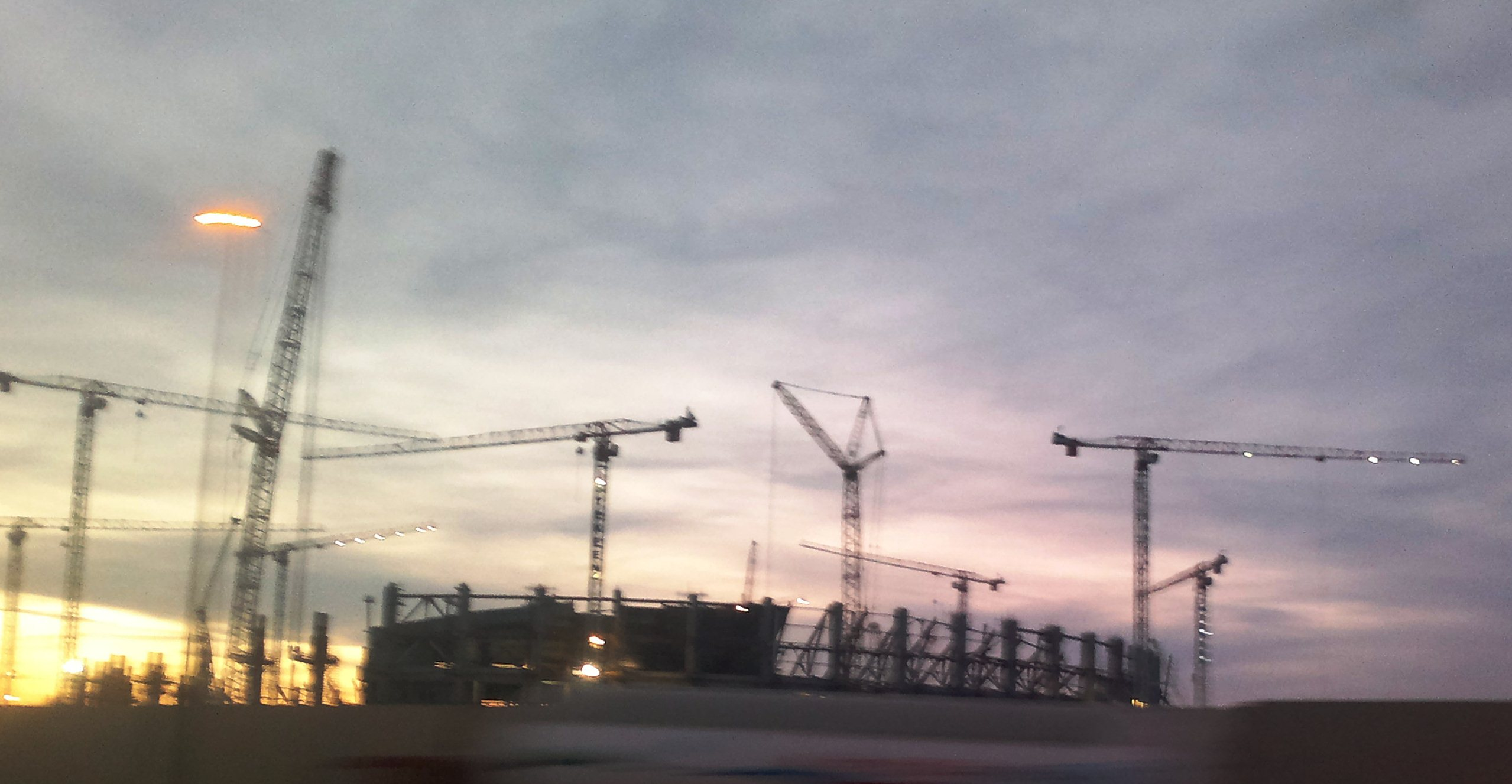
Șantierul stadionului de la Baku

Proiectul a fost finanțat de către SOCAR. Stadionul a fost proiectat și construit de compania turcească Tekfen Construction and Installation Co.,Inc,.
Pe lângă stadion, au fost construite o mai multe hoteluri, o parcare supraetajată cu o capacitate de 3617 locuri și spațiu verde (81.574 de metri pătrați).
Fațada stadionului este acoperită cu 35.000 de metri pătrați de LED-uri și panouri acoperite cu membrană ETFE sub formă de paralelogram.
La ceremonia de deschidere a participat președintele Azerbaidjanului, Ilham Aliyev, și președinții de atunci ai FIFA, respectiv UEFA, Sepp Blatter și Michel Platini.

## Campionatul European de Fotbal 2020
| Data          | Ora (CEST) | Echipa #1    | Scor | Echipa #2    | Runda              | Spectatori |
| ------------- | ---------- | ------------ | ---- | ------------ | ------------------ | ---------- |
| 12 Iunie 2021 | 15.00      | Țara Galilor | –    | Elveția      | Grupa A            |            |
| 16 Iunie 2021 | 18.00      | Turcia       | –    | Țara Galilor | Grupa A            |            |
| 20 Iunie 2021 | 18.00      | Elveția      | –    | Turcia       | Grupa A            |            |
| 3 Iulie 2021  | 18.00      |              | –    |              | Sferturi de finală |            |

## Legături externe
- Stadionul Olimpic din Baku, stadiumdb.com